# Carol W. Greider
Carolyn Widney "Carol" Greider (San Diego (Califòrnia), 15 d'abril de 1961) és una biòloga molecular que va guanyar el Premi Nobel de Medicina o Fisiologia l'any 2009, compartit amb Elizabeth Blackburn i Jack W. Szostak.

## Biografia
Carol va néixer a San Diego l'any 1961 en una família de científics amb el seu pare, llicenciat per la Universitat de Califòrnia (Berkeley), especialista en energia nuclear i la seva mare, llicenciada a la mateixa universitat, micòloga i genetista. Quan Carol té tres anys, la família es trasllada a Davis, al cor de la Vall Central de Califòrnia i quan compta amb tan sols sis anys, mor la seva mare. El 1971 el seu pare es convidat al conegut Institut de Física Nuclear Max-Planck, a Alemanya, a passar un any sabàtic i ella i el seu germà Mark s'inscriuen a l'Institut Anglès. Una vegada la família torna a Davis, Carol acaba els seus estudis secundaris i es decideix per ingressar a la Universitat de Santa Bàrbara per estudiar ecologia marina gràcies, en part, a la influència de Beatrice Sweeney, professora de biologia cel·lular en aquella universitat.
Durant la seva etapa universitària a Santa Bàrbara realitza diferents treballs d'investigació per la seva mentora Beatrice Sweeney i, posteriorment, realitza un any sabàtic a la Universitat de Gotinga, Alemanya, al laboratori d'Ulrich Grossbach on descobreix l'univers de la genètica cel·lular, la citogenètica. De tornada a Santa Bàrbara coneix a Berkeley a Elizabeth Blackburn, qui treballa amb telòmers, i després d'això decideix inscriure's a Berkeley on va obtenir el doctorat de biologia molecular el 1987.

## Investigació
A Berkeley va treballar juntament amb Elizabeth Blackburn (que era la seva directora) i juntes van descobrir l'enzim telomerasa l'any 1984. Aquest descobriment té implicacions per un possible control dels efectes de l'envelliment i del càncer. Després de quatre anys de tesi a Berkeley fa unes pràctiques postdoctorals al laboratori de Cold Spring Harbor, a Long Island on li permeten treballar independentment en el tema de la seva elecció i aquest demostrarà que la telomerasa és una transcriptasa inversa amb dos components: una molècula d'ARN que serveix com a model per a la formació del telòmer i una proteïna responsable de l'activitat enzimàtica.
L'any 1993 Carol es casa amb Nathaniel Comfort, a qui havia conegut quan era escriptor científic a l'oficina de relacions públiques del laboratori. Amb ell va tenir un fill, Charles, nascut el 1996 i posteriorment els van oferir treballar a universitats properes geogràficament, Nathaniel a la Universitat George Washington i Carol al Departament de Biologia Molecular i Genètica de la Universitat Johns Hopkins.

## El Premi Nobel
L'any 2009 l'equip format per Carol Greider, Elizabeth Blackburn i Jack Szostak obté el Premi nobel de Medicina o Fisiologia pel descobriment del sistema telòmer/telomerasa que tindria un impacte important en la comunitat científica.